# Mainsia
Mainsia is een geslacht van roesten uit de familie Phragmidiaceae.

## Soorten
Volgens Index Fungorum telt het geslacht twee soorten (peildatum mei 2023):
| Soortnaam             | Auteur(s)                    | Publicatiejaar |
| --------------------- | ---------------------------- | -------------- |
| Mainsia rubi          | (Dietel & Holw.) H.S. Jacks. | 1931           |
| Mainsia urediniformis | (Müll. Hal.) H.S. Jacks.     | 1931           |